# Lovecraft and Witch Hearts
Lovecraft & Witch Hearts es el primer álbum recopilatorio de Cradle of Filth. Las notas de manga de Dani Filth lo describen como «un grimorio favorecido de temas apareados con lo raro y lo retenido, más bien un 'desorden de...' que un 'lo mejor de...'». Fue una de las publicaciones de 2002 (la otra es Live Bait for the Dead) y fue diseñado para terminar el contrato de Cradle of Filth con Music For Nations antes de su corta firma con Sony.
El primer disco (Lovecraft) consiste en temas de álbumes de su catálogo con Music For Nations. El segundo disco (Witch Hearts) consiste en temas suplementarios seleccionados de entre las ediciones limitadas e importadas de sus entregas (por ejemplo la versión de dos discos de Cruelty and the Beast), en conjunto con algunos remixes.

## Lista de canciones

### Lovecraft
1. "Creatures That Kissed in Cold Mirrors" – 3:01
2. "Dusk... and Her Embrace" – 6:08
3. "Beneath the Howling Stars" – 7:37
4. "Her Ghost in the Fog" – 6:24
5. "Funeral in Carpathia (Be Quick or Be Dead Version)" – 8:07
6. "The Twisted Nails of Faith" – 6:49
7. "From the Cradle to Enslave" – 6:34
8. "Saffron's Curse" – 6:22
9. "Malice Through the Looking Glass" – 5:30
10. "Cruelty Brought Thee Orchids" – 7:18
11. "Lord Abortion" – 6:51

### Witch Hearts
1. "Once upon Atrocity" – 1:46
2. "Thirteen Autumns and a Widow (Red October Mix)" – 7:14
3. "For Those Who Died (Return to the Sabbat Mix [Cover Sabbat])" – 6:15
4. "Sodomy and Lust" (Cover de Sodom) – 4:42
5. "Twisting Further Nails" – 5:30
6. "Amor E Morte (Lycanthropy Mix)" – 7:14
7. "Carmilla's Masque" – 2:52
8. "Lustmord and Wargasm II" – 7:46
9. "Dawn of Eternity" (Cover de Massacre) – 6:18
10. "Of Dark Blood and Fucking (Stripped to the Bone Mix)" – 5:59
11. "Dance Macabre" – 4:27
12. "Hell Awaits" (Cover de Slayer) – 5:39
13. "Hallowed Be Thy Name" (Cover de Iron Maiden) – 7:10